# Musei
Musei is een gemeente in de Italiaanse provincie Zuid-Sardinië (regio Sardinië) en telt 1493 inwoners (31-12-2004). De oppervlakte bedraagt 20,3 km², de bevolkingsdichtheid is 74 inwoners per km².

## Demografie
Musei telt ongeveer 513 huishoudens. Het aantal inwoners steeg in de periode 1991-2001 met 3,8% volgens cijfers uit de tienjaarlijkse volkstellingen van ISTAT.
| Jaar | Inwoneraantal |
| ---- | ------------- |
| 1991 | 1451          |
| 2001 | 1506          |

## Geografie
Musei grenst aan de volgende gemeenten: Domusnovas, Iglesias, Siliqua (CA), Villamassargia.
Buggerru · Calasetta · Carbonia · Carloforte · Domusnovas · Fluminimaggiore · Giba · Gonnesa · Iglesias · Masainas · Musei · Narcao · Nuxis · Perdaxius · Piscinas · Portoscuso · San Giovanni Suergiu · Sant'Anna Arresi · Sant'Antioco · Santadi · Tratalias · Villamassargia · Villaperuccio
1. ↑  https://demo.istat.it/?l=it.